# Volkswagen Jetta

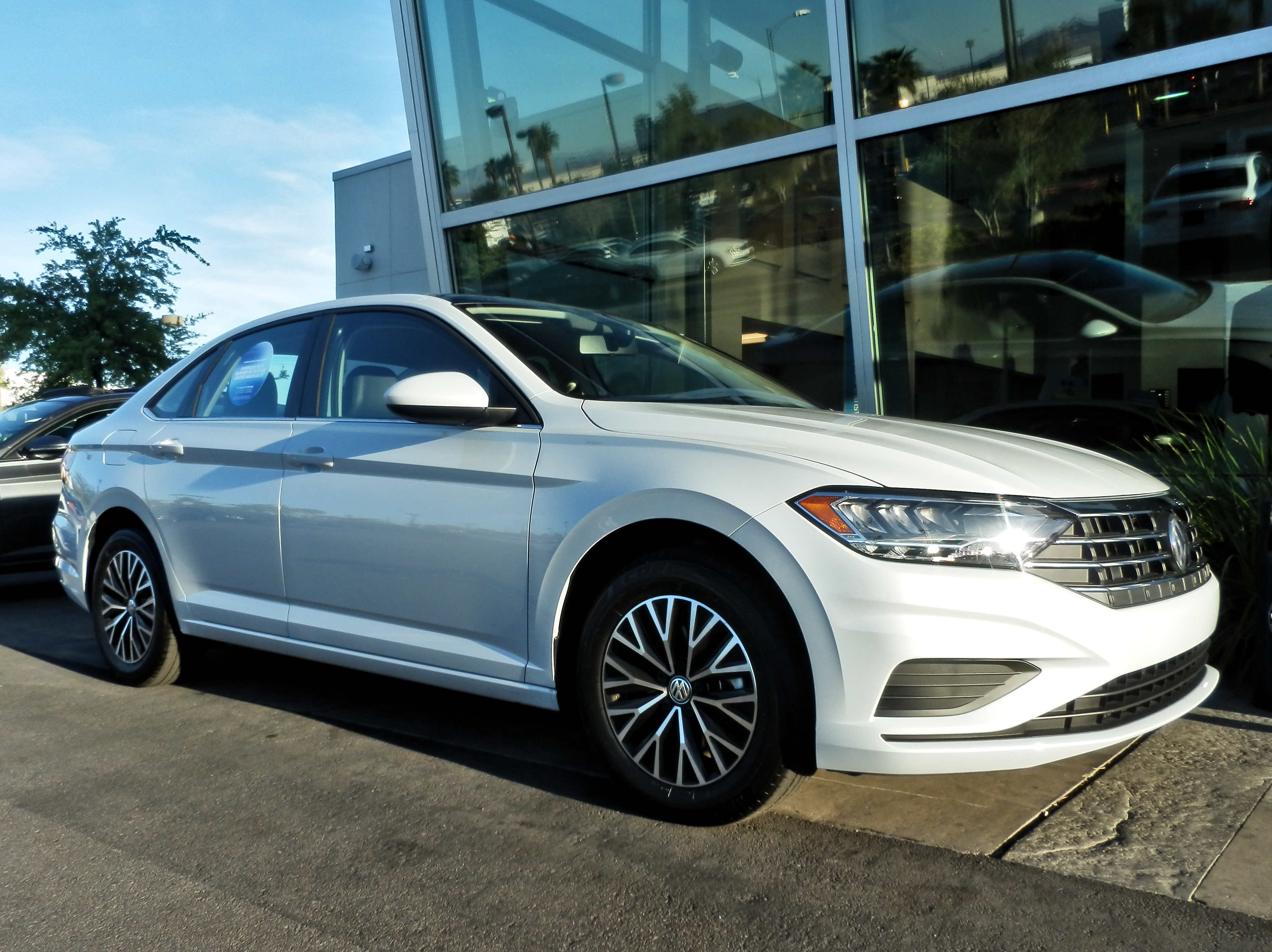

La Volkswagen Jetta è un'autovettura berlina prodotta dalla casa automobilistica tedesca Volkswagen a partire dal 1979. Consiste sostanzialmente in una versione a 3 volumi della Volkswagen Golf.

## Presentazione e profilo
Venne presentata nel luglio 1979, e fu venduta con tale nome sia in Europa che in America del Nord. Il suo scarso successo commerciale in Europa convinse i vertici della casa tedesca a cambiarle nome in corrispondenza della terza serie della Golf, quando la Jetta terza serie assunse sul mercato europeo il nome di Volkswagen Vento. Con la quarta serie la vettura fu poi chiamata Volkswagen Bora. Il fatto che in Nord America, dove è regina delle vendite della Volkswagen, abbia sempre mantenuto in tutte le serie il nome Jetta, ha fatto propendere la Volkswagen per ripristinare la denominazione comune Jetta in tutto il mondo con l'avvento della quinta generazione della Golf, e quindi della Jetta. Nella stessa occasione la Casa ha ripristinato la denominazione Rabbit per le Golf vendute oltre l'Atlantico.
Dal 2013 il gruppo Volkswagen non esporta più la Jetta sui territori italiano e svizzero. Fra le cause del ritiro dal mercato vi è il generale declino, in Italia e nella Svizzera Italiana, delle berline compatte a tre volumi.
Nel 2014 la sua produzione totale ha superato i 14 milioni di esemplari.

## Jetta A1 (1979-1984)
La Jetta fu presentata al mondo al Salone di Francoforte del 1979, con a produzione che iniziò nell'agosto 1979 nello stabilimento di Wolfsburg.
L'auto era disponibile come berlina a due porte  e con carrozzeria a quattro porte, entrambe con la tradizionale struttura a tre volumi. Come la Volkswagen Golf I dal quale derivava, il suo design venne ideato presso la ItalDesign da Giorgetto Giugiaro.

## Jetta A2 (1984-1991)
La seconda serie fu introdotta in Europa all'inizio del 1984 e in Nord America nel 1985. Basata sulla piattaforma della Golf di seconda generazione, era più grande, più pesante e poteva ospitare cinque persone invece di quattro come nella Mark 1. Le dimensioni esterne crebbero considerevolmente. La configurazione delle sospensioni rimase sostanzialmente invariata rispetto alla prima generazione, anche se leggermente perfezionata,  con l'aggiunta di un sottotelaio separato per il montaggio dei bracci anteriori. L'aerodinamica venne migliorata notevolmente, con un coefficiente di resistenza aerodinamica pari a 0,36. Le principali innovazioni della seconda generazione comprendevano un computer di bordo (denominato MFA, Multi-Funktions-Anzeige in tedesco), nonché supporti motore e trasmissione in silicone per ridurre il rumore e le vibrazioni. Come la Mark 1, la seconda generazione fu offerta come berlina a due o quattro porte.

## Jetta A3/Vento (1991-1998)
Per la terza generazione, il nome Jetta fu sostituito da Volkswagen Vento nei paesi europei e debuttò nel 1991.
Sebbene esteticamente simile alla precedente serie, vi furono apportati molti miglioramenti. Il modello a due porte venne tolto dal listino, l'aerodinamica fu migliorata, con un coefficiente di resistenza aerodinamica di 0,32.

## Jetta A4/Bora (1998-2005)
La produzione della quarta generazione iniziò nel luglio 1999. Portando avanti la nomenclatura della precedente serie, l'auto venne chiamata Volkswagen Bora in gran parte dei paesi in cui veniva venduta. L'auto è venne offerta anche nella versione station wagon. Le novità di questa generazione erano alcuni accessori come i tergicristalli azionati automaticamente dal sensore pioggia e il climatizzatore automatico.
Sebbene nel complesso fosse leggermente più corta della Vento, la quarta generazione aveva un interasse leggermente allungato.

## Jetta A5 (2005-2010)
La quinta generazione ha debuttato al Los Angeles Auto Show il 5 gennaio 2005.
La quinta generazione è stata commercializzata come Jetta nella maggior parte dei mercati, come Bora in Messico e Colombia e Vento in Argentina e Cile. Un cambiamento importante rispetto alla precedente generazione, è l'introduzione della sospensione posteriore indipendente multi-link. L'estetica si caratterizzava una griglia anteriore cromata.

## Jetta A6 (2010-2018)
La sesta generazione della Jetta, chiamata NCS (New Compact Sedan) durante le fasi progettuali del suo sviluppo, è stata annunciata il 16 giugno 2010. Questa generazione ha sancito il passaggio dall'essere una berlina derivata della Golf, optando per una carrozzeria dedicata basa in parte sulla piattaforma PQ35 condivisa con la Golf VI. La sesta generazione della Jetta è stata progettata principalmente dalla filiale Volkswagen Mexico.

## Jetta A7 (2018-)
La settima generazione della Jetta è stata introdotta nel 2018. Come la serie precedente, viene prodotta per tutti i mercati a Puebla in Messico. Questa versione non è stata importata nei mercati europei, ma solo in Nord America.
Basata sul pianale modulare MQB, al lancio è disponibile solo con il solo motore a benzina 1.4 TSI da 150 CV, con cambio manuale a 6 marce o, in opzione, quello automatico a 8 rapporti. Nel 2019 viene introdotta anche la versione GLI equipaggiata con il 2.0 TSI da 230 CV della Golf GTI; in questo caso i cambi disponibili sono il manuale a 6 marce o l’automatico a doppia frizione a 7.
È stata sottoposta nel 2019 ai crash test dell'NHTSA ottenendo il risultato di 5 stelle.